# American Stars 'n Bars
American Stars 'n Bars är ett album från 1977 med rockmusikern Neil Young. Den mest kända låten på albumet är "Like a Hurricane", som hör till Youngs mest populära låtar.[källa behövs] Skivans första del, skivsida A, spelades in i april 1977 och består av countryrocklåtar. Skivsida B bestod av låtar som spelats in 1974-1976 och var tänkta att ingå på de då outgivna albumet Homegrown och Chrome Dreams.

## Låtlista
Låtar där inget annat anges är skrivna av Neil Young.
1. "The Old Country Waltz" - 3:00
2. "Saddle Up the Palomino" (Bobby Charles, Tim Drummond, Neil Young) - 3:01
3. "Hey Babe" - 3:37
4. "Hold Back the Tears" - 4:20
5. "Bite the Bullet" - 3:36
6. "Star of Bethlehem" - 2:42
7. "Will to Love" - 7:11
8. "Like a Hurricane" - 8:20
9. "Homegrown" - 2:21

## Listplaceringar
| Lista (1977)   | Position             |
| -------------- | -------------------- |
| Finland        | 30                   |
| Frankrike      | 4                    |
| Japan          | 63 (Oricon)          |
| Kanada         | 16 (RPM)             |
| Nederländerna  | 5                    |
| Norge          | 5 (VG-lista)         |
| Storbritannien | 17 (UK Albums Chart) |
| Sverige        | 16                   |
| USA            | 21 (Billboard 200)   |